# FC Vítkovice
Az FC Vítkovice egy cseh labdarúgócsapat volt Vítkovicéből, Ostravából. 1919-ben alapították, 2011-ben csődöt jelentett, és beleolvadt az MFK Vítkovice csapatába. A klub megnyerte a csehszlovák élvonalat az 1985–86-os szezonban.
A klubot némiképp beárnyékolta a város első számú csapata, az FC Baník Ostrava, akik a cseh élvonal tagjai voltak. A csapatok helyi riválisok voltak, mert amíg a Baník a város morva, addig a Vítkovice Ostravának a sziléziai részénn fekszik. Az FC Vítkovice továbbra is rendelkezik kisszámú helyi szurkolótáborral.
Szintén riválisok voltak a régióbeli FK Fotbal Třinec (Třinec) csapatával.

## Története
A klubot 1919-ben SK Slavoj Vítkovice néven alapították, és Osztrava Kunčičky nevű városrészében játszották meccseiket. A klub hamarosan a pénzügyi problémák miatt eltűnt, és követte az SK Vítkovice. A klub a kezdetektől Osztrava régió egyik legerősebb klubja volt. Az 1937-1938-as szezonban egy új stadion épült Vítkovice kerületben. 1938 októberében nyílt volna meg a nyilvánosság előtt, de Csehország német megszállása miatt ez csak pár évvel később történhetett meg.
A klub 1950-től 1952-ig a legmagasabb osztályban játszott. 1952-ben a ligát átszervezték, és a Vítkovice kiszorult az alacsonyabb osztályba. A klub 1981-ben jutott fel legközelebb. Az 1985-1986-os szezonban érték el a vítkovicei labdarúgás csúcspontját: Ivan Kopecký edző vezetésével megnyerte a csehszlovák bajnokságot. A Vítkovice történelme során először lépett ki a nemzetközi kupaporondra. A klubnak erős szponzorai voltak a helyi acél-és vasüzemek, tehát törvényszerű volt, hogy a bársonyos forradalom miatt visszaesett erősen pénzügyileg. A rossz anyagi helyzet miatt egyesülnie kellett az FC Karviná csapatával 1994-ben. Később a klub kiesett a másodosztályba. Az egyesülés felborult egy évvel később, ami a csapat harmadosztályba 1995-ben, és habár a klub újra másodosztályba jutott 1996-ban, a Vítkovice a középmezőnyért küzdött. A folyamatos pénzügyi problémák miatt a klub 2010-ben visszaesett a cseh labdarúgó-bajnokság harmadosztályába.
2011. február 9-én a klub bejelentette visszalépését az Morva-Sziléziai labdarúgó-bajnokságból. A klub eredményei a szezon első felében megsemmisítőek, a klub adóssága a jelentések szerint több mint 15 millió cseh korona.

## Korábbi nevek
- 1919 — SK Slavoj Vítkovice
- 1922 — SK Vítkovice
- 1923 — SSK Vítkovice
- 1937 — SK Železárny Vítkovice
- 1939 — ČSK Vítkovice
- 1945 — SK Vítkovice Železárny
- 1948 — Sokol Vítkovice Železárny
- 1953 — Baník Vítkovice
- 1957 — TJ VŽKG Ostrava
- 1979 — TJ Vítkovice
- 1993 — FC Vítkovice Kovkor
- 1994 — egyesülés a Kovona Karviná-val ⇒ FC Karviná-Vítkovice
- 1995 — szétbomlott ⇒ FC Vítkovice
- 2012 — MFK Vítkovice

## Sikerek
- Csehszlovák első osztály
  - Bajnok 1985–86
- Morva-Sziléziai labdarúgó-bajnokság (harmadosztály)
  - Bajnok 1995-96
- 1987-88 UEFA-kupa negyeddöntő

## Fordítás
Ez a szócikk részben vagy egészben  a   FC Vítkovice című angol Wikipédia-szócikk ezen változatának fordításán alapul.  Az eredeti cikk szerkesztőit annak laptörténete sorolja fel. Ez a jelzés csupán a megfogalmazás eredetét és a szerzői jogokat jelzi, nem szolgál a cikkben szereplő információk forrásmegjelöléseként.